# Jhirad (krater)
Jhirad är en nedslagskrater med en diameter på 50 kilometer, på planeten Venus. Jhirad har fått sitt namn efter den indiska läkaren Jerusha Jhirad.